# Výšková migrace

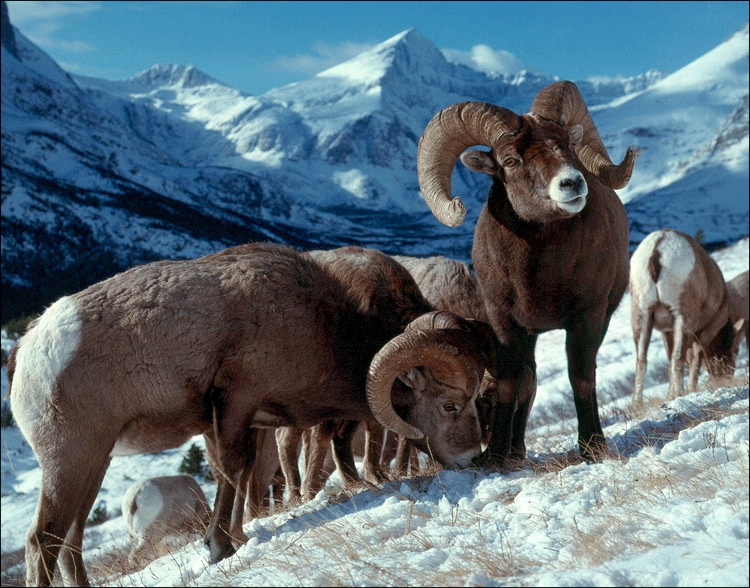
Ovce tlustorohé migrují mezi vysokými horami, kde jsou v bezpečí před predátory, a údolími, kde je v zimě dostatek potravy

Výšková migrace je sezónní přesun zvířat mezi nízkými a vysoko položenými oblastmi tam a zpět. Nejčastěji nastává u druhů obývajících mírné a tropické pásy. Výšková migrace je poměrně běžná u ptáků (kolem 10 % ptačích druhů migruje výškově), avšak vyskytuje se i u dalších obratlovců a některých bezobratlých. Důvodem výškové migrace bývají teplotní změny a změny v distribuci potravy, případně i vlivy lidských aktivit. K výškové migraci může docházet v období rozmnožování i mimo něj.
Migrační vzorce výškových migrantů může ovlivňovat změna klimatu, která může mít pro některé druhy život ohrožující následky. Odlesňování má vliv na úbytek migračních koridorů, načež se zmenšuje plocha, kam zvířata mohou migrovat. Výškoví migranti představují roznašeče semen, takže změny migračních vzorců výškových migrantů mají nakonec vliv i na rozptyl semenných rostlin.

## Charakteristiky
K výškové migrací dochází u zvířecích druhů všech kontinentů kromě Antarktidy. Zatímco v oblastech mírného pásu je výšková migrace dobře zdokumentována u řady druhů, u tropických druhů je to o poznání méně. K výškové migraci dochází hlavně u montánních (horských) živočichů. Obecně se dá říci, že s narůstající nadmořskou výškou ubývá druhové rozmanitosti.

## Druhy
K výškové migraci dochází jak u obratlovců, tak u bezobratlých živočichů. U bezobratlých však existuje o poznání méně zdokumentovaných případů než u obratlovců.

### Obratlovci

#### Ptáci

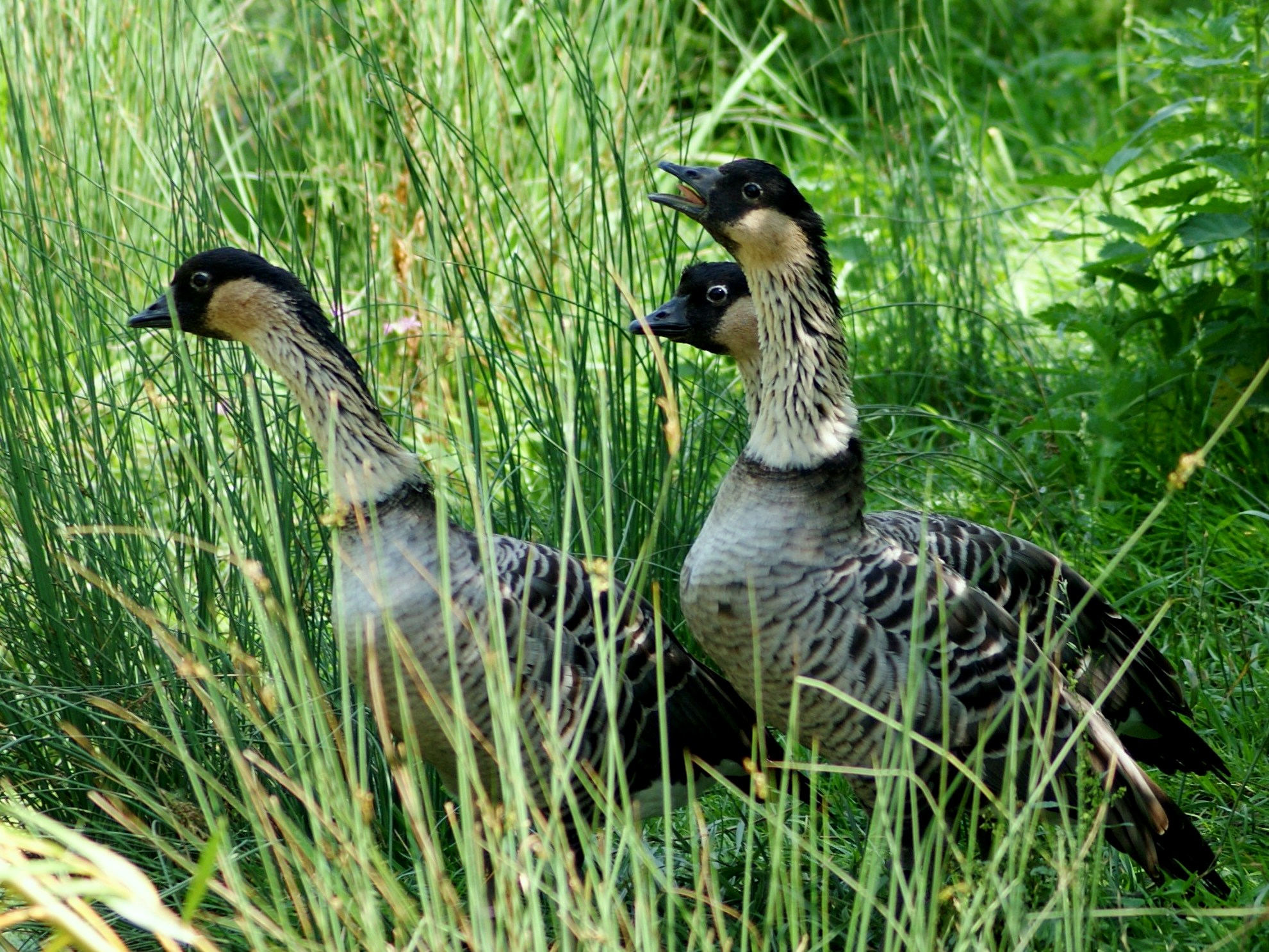
Berneška havajská, typický ptačí druh migrující výškově

V tropických oblastech dochází k výškové migraci nejčastěji u nektarožravých a fruktivorních (ovocožravých) druhů, jako jsou tropičtí kolibříci, kteří vykonávají výškovou migraci z důvodu změny distribuce potravy v průběhu roku. K dalším výškovým migrantům z tropů patří např. berneška havajská, kvesal chocholatý, pipulka podhorní a nejméně 16 druhů dravců.
Z temperátních druhů ptáků výškově migruje drozd stěhovavý, sýkora horská nebo skorec šedý.

#### Savci
Výšková migrace nastává u některých kopytníků, jako jsou srnec obecný, ovce tlustorohá nebo kamzík bělák, či u některých druhů netopýrů.

### Bezobratlí
Z bezobratlých vykonávají výškovou migraci např. motýli Parantica sita nebo monarcha stěhovavý.